# Whedefit Gesgeshi Woude Henate Ethiopia

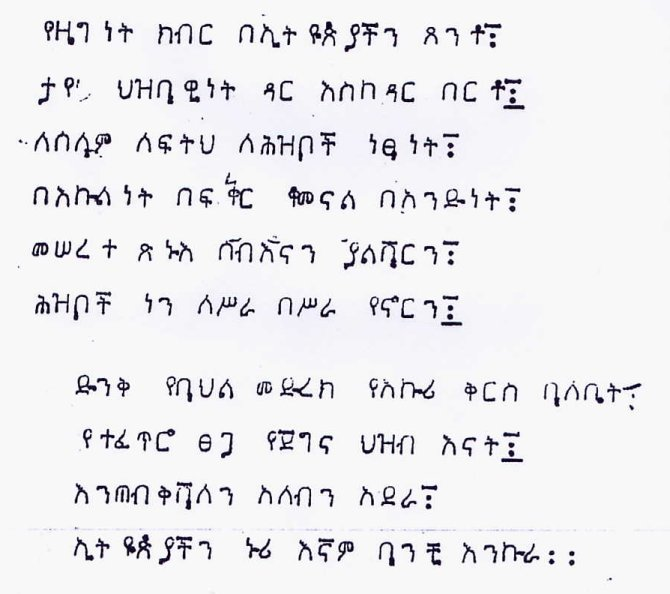
Etiopiens nationalsång skriven på Amhariska

Whedefit Gesgeshi Woude Henate Ethiopia (på amhariska: ወደፊት ገስግሺ ውድ እናት ኢትዮጵያ) är Etiopiens nationalsång. Texten är skriven av Dereje Melaku Mengesha och musiken är komponerad av Solomon Lulu Mitiku. Nationalsången antogs 1992. 